# 佐久間矢島テレビ中継局
佐久間矢島テレビ中継局（さくまやしまテレビちゅうけいきょく）は、静岡県浜松市天竜区にかつて存在した地上アナログテレビ中継局。

## 中継局概要
| 放送局名     | チャンネル | 空中線電力          | ERP                 | 放送対象地域 | 放送区域 内世帯数 | 放送終了日    |
| SBS 静岡放送 | 44ch       | 映像100mW/ 音声25mW | 映像200mW/ 音声50mW | 静岡県       | 不明              | 2011年7月24日 |
| NHK静岡 総合 | 46ch       | 映像100mW/ 音声25mW | 映像200mW/ 音声50mW | 静岡県       | 不明              | 2011年7月24日 |
| NHK静岡 教育 | 48ch       | 映像100mW/ 音声25mW | 映像200mW/ 音声50mW | 全国         | 不明              | 2011年7月24日 |

- 2011年7月24日の停波をもって全局廃局となった。

## 所在地
- 浜松市天竜区佐久間町佐久間字佐久間

## 放送エリア・補足
- 浜松市天竜区の旧佐久間町域の矢島地区をカバーしていた。

| スタブアイコン | サブスタブ | この項目は、まだ閲覧者の調べものの参照としては役立たない、静岡県に関連した書きかけの項目です。この項目を加筆・訂正などしてくださる協力者を求めています（P:日本の都道府県/静岡県）。 |